# Rwang Pam Stadium
Le stade Rwang Pam Township est un stade polyvalent situé à Jos au Nigéria. Avec une capacité de 15000, le stade est principalement utilisé pour les matchs de football. Le Plateau United, Pepsi FA et Mighty Jets FC sont les clubs résidents.

## Histoire
Le stade vétuste, a fait l’objet de nombreuses critiques sur la qualité de la pelouse notamment en Ligue des champions de la CAF.
D’importantes travaux sont également prévus en 2025 afin de rénover le stade.